# فرخفيلد (بيدفوردشير)
فرخفيلد (بالإنجليزية: Froxfield, Bedfordshire)‏ هي قرية تقع في المملكة المتحدة في شرق انجلترا.